# 610年代
| 千纪： | 1千纪                                                                                  |
| 世纪： | 6世纪 \| 7世纪 \| 8世纪                                                                |
| 年代： | 580年代 \| 590年代 \| 600年代 \| 610年代 \| 620年代 \| 630年代 \| 640年代              |
| 年份： | 610年 \| 611年 \| 612年 \| 613年 \| 614年 \| 615年 \| 616年 \| 617年 \| 618年 \| 619年 |

## 大事记
- 東羅馬帝國與波斯帝國薩珊王朝二十多年的終局之戰仍在進行。
- 610年，隋炀帝第二次赴江都。開江南運河，自京口至餘杭，欲南遊會稽。
- 611年，隋炀帝自江都赴涿郡，高句丽王高元不至，隋炀帝征發民夫大舉攻高句丽。隋末民變起。王薄起兵長白山（山東鄒平境），竇建德起兵高雞泊，張金稱起兵河曲，高士達起兵清河。
- 612年，隋炀帝第一次亲征高句丽。
- 613年，隋炀帝第二次亲征高句丽，禮部尚書上柱國楊玄感於黎陽起兵叛隋，郭方預起兵北海，郝孝德起兵平原，劉元進起兵餘杭。
- 614年，隋炀帝第三次亲征高句丽，李弘芝起兵扶風，劉迦論起兵延安，劉苗王起兵離石，盧明月起兵祝阿。
- 615年，隋炀帝北遊至雁門，東突厥始畢可汗發兵圍攻，楊廣抱幼子趙王楊杲而泣，義成公主告始畢可汗「北方有急」，始畢可汗解圍。李子通起兵東海，朱粲起兵城父。
- 616年，隋炀帝第三次遊江都，林士弘稱楚帝。操師乞稱元興王。李密起兵瓦崗，羅藝起兵涿郡。
- 617年，太原留守李淵起兵西攻，陷長安，立代王楊侑為帝，是為恭帝，自任大丞相，封唐王。
- 618年，隋煬帝楊廣被右屯衛將軍宇文化及絞死。隋洛陽留守諸官奉越王楊侗稱帝。李淵廢隋恭帝楊侑，稱帝，國號唐，是為唐高祖。
- 619年，隋左僕射王世充廢隋帝楊侗。王世充稱帝，國號鄭。東突厥處羅可汗嗣位。

## 逝世
- 618年，隋煬帝
- 619年，始畢可汗